# Список самых больших воздушных судов

Сравнение размеров самых больших самолётов

Сравнение размаха крыла самых больших самолётов (вкл. Model 351 Stratolaunch — его форма и длина, однако, показаны неверно)

Список самых больших воздушных судов представлен ниже.

## Самолёты

### Гражданские
| Название                   | Изображение | Первый полёт                   | Примечания |
| -------------------------- | ----------- | ------------------------------ | --- |
| Model 351 Stratolaunch     |             | 13 апреля 2019 года            | Самый большой в мире самолёт, предназначенный для запуска космических ракет-носителей. Размах крыла: 117 метров. Масса: 250 тонн. Масса с полной нагрузкой: 590 тонн. |
| Ан-225 "Мрия"              |             | 21 декабря 1988 года           | Самолёт с самой большой взлётной массой (более 640 тонн) и самый крупный аппарат тяжелее воздуха (по длине и размаху крыла), поступивший в эксплуатацию. Единственный экземпляр уничтожен В феврале 2022, как сообщается Антонов будет строить новую Мрию, в том числе из обломков старой |
| Airbus A340-600            |             | 23 апреля 2001 года            | Третий по длине самолёт в мире (75,36 м). |
| Airbus A380                |             | 27 апреля 2005 года            | Самый большой серийно выпускающийся самолёт в мире и самый большой по вместимости пассажиров |
| Ан-124                     |             | 1982 года                      | Был вторым самым большим серийно выпускающимся самолётом в мире до появления Airbus A380. Остаётся самым большим военным самолётом в мире. |
| Ан-22                      |             | 27 февраля 1965 года           | Самый большой турбовинтовой самолёт в мире. |
| Boeing 747                 |             | 9 февраля 1969 года            | Был самым большим по пассажировместимости до появления Airbus A380 |
| Boeing 747-8               |             | 8 февраля 2010 года (грузовой) | Самый длинный пассажирский самолёт в мире (76,4 м). Самый грузоподъёмный транспортный самолёт (140 тонн). |
| Boeing 747 LCF Dreamlifter |             | 9 сентября 2006 года           | Самолёт с самым вместительным фюзеляжем (1840 м³) |
| АНТ-20                     |             | 19 мая 1934 года               | Самый большой самолёт своего времени (размах крыла 63 м, МВМ 53 тонны) |
| Dornier Do X               |             | 12 июля 1929 года              | Самая большая летающая лодка и самый большой самолёт в мире с 1929 по 1942 год (превзойдён Boeing B-29 Superfortress). |

### Военные
| Название                         | Изображение | Первый полёт          | Примечания |
| -------------------------------- | ----------- | --------------------- | --- |
| Blohm & Voss BV 238              |             | 11 марта 1944 года    | Самый большой самолёт с 1944 по 1946 год, превзойдённый Convair B-36. |
| Boeing B-29 Superfortress        |             | 21 сентября 1942 года | Самый большой самолёт в мире с 1942 по 1943 год, превзойдённый более тяжёлым Junkers Ju 390. Один из самых тяжёлых бомбардировщиков Второй мировой войны, сбрасывал атомные бомбы на японские города         |
| Convair B-36 Peacemaker          |             | 8 августа 1946 года   | Самый большой самолёт в мире с 1946 по 1947 год, превзойдённый более тяжёлым Hughes H-4 Hercules. Первый межконтинентальный стратегический бомбардировщик, самый большой размах крыла среди боевых самолётов |
| Convair XC-99                    |             | 23 ноября 1947 года   | Разработан на базе B-36, самый большой поршневой сухопутный транспортный самолёт в истории. Единственный экземпляр.                                                                                          |
| Hughes H-4 Hercules Spruce Goose |             | 2 ноября 1947 года    | Самый большой размах крыла с 1947 до 2017 год — 97,54 метра. Единственный экземпляр. |
| Kawanishi H8K                    |             | январь 1941 года      | Самый большой японский самолёт Второй мировой войны |
| Linke-Hofmann R.II               |             | 1919 года             | Самый большой самолёт с одним винтом, самый большой воздушный винт на самолёте. |
| Lockheed C-5 Galaxy              |             | 30 июня 1968 года     | Самый большой стратегический транспортный самолёт ВВС США |
| Martin Mars                      |             | 1941 года             | Самая большая серийно выпускавшаяся летающая лодка (построено 7 самолётов) |
| Messerschmitt Me.323 Gigant      |             | 1941 года             | Самый большой сухопутный грузовой самолёт Второй мировой войны |
| Ту-160                           |             | 18 декабря 1981 года  | Самый тяжёлый боевой самолёт в истории |
| «Русский витязь»                 |             | 26 мая 1913 года      | Первый в мире четырёхмоторный самолёт, родоначальник тяжёлой авиации. Самый большой и грузоподъемный самолёт в своё время.                                                                                   |
| «Илья Муромец»                   |             | 23 декабря 1913       | Первый в истории серийный многомоторный бомбардировщик. Самый большой самолёт на время создания. Рекорды грузоподъёмности, числа пассажиров, времени и максимальной высоты полёта.                           |
| Zeppelin Staaken R.VI            |             | 1917                  | Самый большой самолёт, применявшийся в Первой мировой войне. |

## Вертолёты
| Название | Изображение | Первый полёт         | Примечания                                                              |
| -------- | ----------- | -------------------- | ----------------------------------------------------------------------- |
| Ми-12    |             | 10 июля 1968 года    | Самый тяжёлый и грузоподъёмный вертолёт, когда-либо построенный в мире. |
| Ми-26    |             | 14 декабря 1977 года | Самый большой в мире серийно выпускаемый вертолёт.                      |

## Дирижабли

«Гинденбург» в сравнении с крупнейшими самолётами

| Название        | Изображение | Первый полёт          | Примечания |
| --------------- | ----------- | --------------------- | --- |
| «Граф Цеппелин» |             | 18 сентября 1928 года | На момент постройки и до появления «Гинденбурга» — самый большой летательный аппарат в мире (длина — 236,6 м, объём — 105 000 м³). |
| «Гинденбург»    |             | 4 марта 1936 года     | Самый большой по объёму из построенных в мире дирижаблей и самый длинный летательный аппарат (длина — 245 м, объём — 200 000 м³).  |